# Maria Tallchief
Maria Tallchief (Fairfax, Oklahoma, 24 de gener de 1925 - Chicago, Illinois 11 d'abril de 2013) va ser una ballarina nord-americana. Entre 1942 i 1947 va estar amb el Ballet Russe de Monte Carlo, però és més coneguda pel temps que va estar en el New York City Ballet entre 1947 i 1965.

## Biografia
El seu pare Alexander Joseph Tall Chief (1890–1959), pertanyia a la Nació osage i la seva mare, Ruth (née Porter) era una Ulster-Scots. Gaudia de la música i de la dansa; el seu desig de perseguir una carrera en l'art va constituir un desafiament considerable per a una jove amerindia aleshores. amb la seva germana Marjorie Tallchief va estudiar ballet amb Bronislava Nijinska durant cinc anys. La filosofia de Madame Nijinska sobre la disciplina va fer sensible a Tallchief. «Quan dormis, somia com una ballarina. Fins i tot quan esperes en la cantonada pel bus, para't com una ballarina». Betty Marie va continuar treballant intensament i va dominar les destreses tècniques molt bé amb els anys. Va debutar, molt nerviosa, en el Hollywood Bowl.
Una refinada professional, Maria Tallchief va deixar Los Angeles als 17 anys i marxà a Nova York. Es va unir al Ballet Russe de Monte Carlo i ràpidament va tenir va aconseguir l'estatus d'una solista.

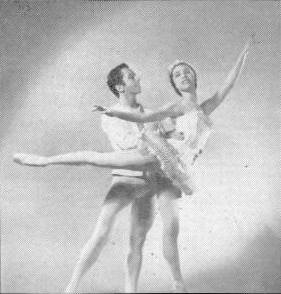
Maria Tallchief i Nicholas Magallanes al Trencanous (1954).

El coreògraf George Balanchine va escriure diverses de les seves obres més famoses per a ella; els dos es van casar el 1946 però es van divorciar el 1952. No van tenir fills. Va ser la primera primaa ballerina del New York City Ballet entre 1947 i 1960, on Balanchine era el coreògraf principal. La seva interpretació de L'ocell de foc de Balanchine el 1949 i la seva primera col·laboració amb l'Òpera Nacional de París va elevar Maria Tallchief a l'escena mundial. També va crear el rol del Fada del Sucre en la versió de Balanchine del Trencanous.
Es va convertir en la ballarina nord-americana més important. El 1953, el president dels Estats Units Dwight Eisenhower la va declarar Woman of the Year. Quan el governador d'Oklahoma la va honrar aquest mateix any pels seus assoliments internacionals i la seva orgullosa identitat nativa nord-americana, Maria Tallchief va ser nomenada Wa-Xthe-Thomba (Dona de Dos Mons).
Va seguir ballant amb l'American Ballet Theatre fins a 1965, quan el seu retir va entristir al món artístic. Amb la seva germana Marjorie, va fundar el Chicago City Ballet el 1981 i en fou la seva directora artística fins a 1987.
Va tornar a casar-se amb Elmourza Natirboff i el 1956 va casar amb Henry Buzz Paschen, pare de la seva filla Elise Paschen, poetessa ameríndia.

## Estil de ball

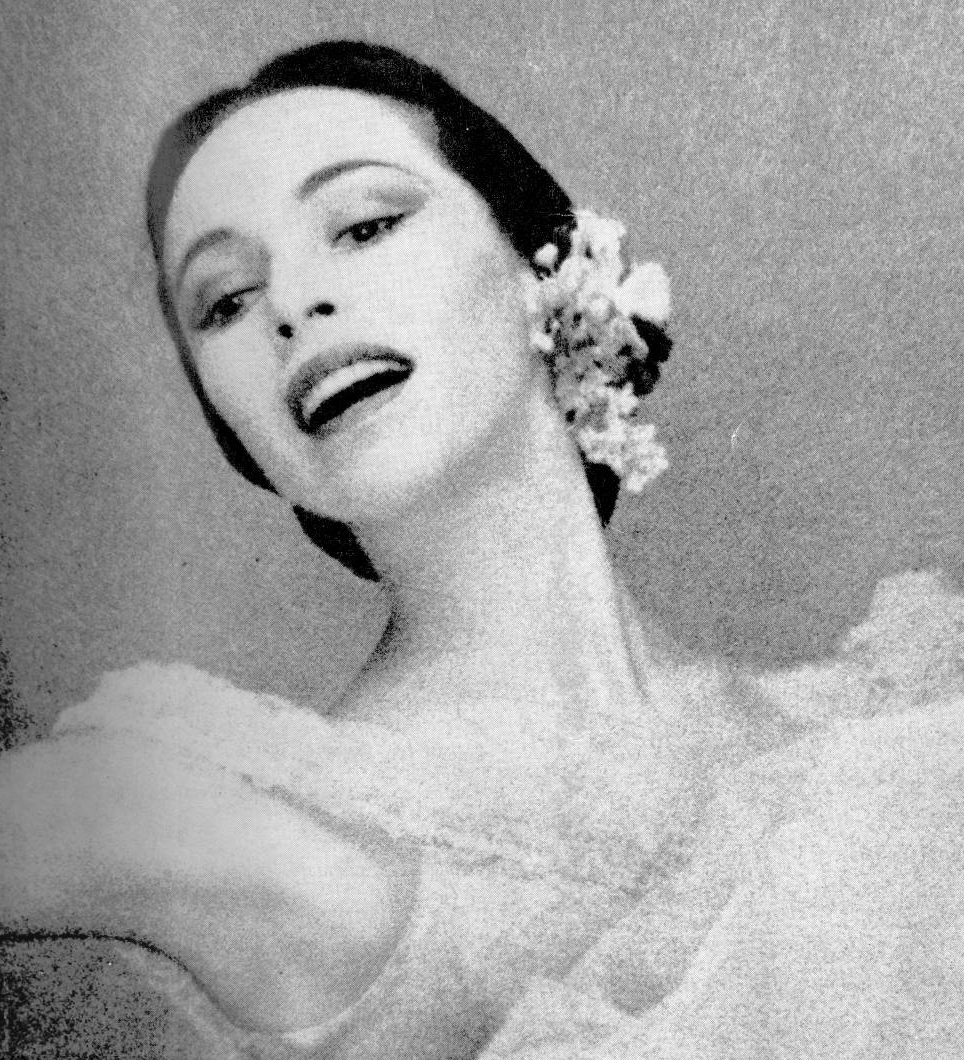
Maria Tallchief a la portada de la revista Dance el 1954.

Tallchief era coneguda per enlluernar el públic amb la seva velocitat, energia i foc. Es deia que mostrava tanta passió electrificant com gran habilitat tècnica. Va combinar el treball de peus precís amb l'atletisme. Ashley Wheater, directora artística del Joffrey Ballet, va comentar: «Quan mireu Tallchief en vídeo, veus que, a part del poliment tècnic, hi ha una passió ardent que li va portar a ballar. En la seva interpretació de Firebird de Balanchine, era consumida tant per dins com per fora. No era només una gran ballarina, sinó una autèntica artista, una veritable intèrpret que va aportar la seva personalitat al ball». Segons Time, també va ser «una mestra en la pausa perfecta, el moment de quietud permetia al públic i a la narració seguir el ritme de la coreografia».
William Mason, director emèrit de la Lyric Opera de Chicago, va descriure Tallchief com un professional consumat... «Es va adonar de qui i què era, però no ho va fer gala. Era sense pretensions». La companya ballarina Allegra Kent va comentar «No semblava tenir por de l'escenari, com alguns dels altres. Tenia una voluntat de ferro dins ... Va expressar els seus rínxols i extensions de manera tan delicada o tan forta com la música mateixa».

## Vida personal
Durant el seu primer any al Ballet Russe de Montecarlo, Tallchief va sortir amb el ballarí rus Alexander Sasha Goudevitch, l'estimat de la companyia. «Per a tots dos, va ser el nostre primer amor», va recordar Tallchief. «Ens veiem cada dia i estava convençut que era un amor veritable». Goudevitch va obtenir diners extra i li va comprar a Tallchief un anell de compromís. A la primavera de 1944, però, va tenir un canvi sobtat d'opinió quan una altra jove va començar a perseguir-lo. Com més tard va recordar Tallchief, «El meu cor estava trencat».
Després que el coreògraf de ballet georgià-nord-americà George Balanchine fos contractat pel Ballet Russe, es va trobar atret per Tallchief tant a nivell professional com personal. Ella no sabia que se sentia així: «Mai m'ha passat pel cap que hi hagués res més que ballar a la seva ment. ... Hauria estat absurd pensar que hi havia alguna cosa personal». Tot i que la seva relació es va fer més íntima, va ser un xoc per a Tallchief quan Balanchine li va demanar que es casés amb ell. Durant l'estiu de 1945, la va convidar a conèixer-lo després d'una actuació a Los Angeles. Balanchine li va obrir la porta del cotxe i, quan va entrar, es va asseure un moment en silenci abans de dir: «Maria, m'agradaria que fossis la meva dona, gairebé vaig caure del seient i em vaig quedar incapaç de respondre», va recordar. Ella finalment va respondre: «Però, George, no estic segura d'estimar-te. Sento que gairebé no et conec». Ell va respondre que no importava, i si el matrimoni només durava uns quants anys, això estava bé amb ell. Després d'un dia per pensar-ho, Tallchief va acceptar la seva proposta.
Quan va parlar del compromís als seus pares, la seva mare estava furiosa: «No he sentit a parlar de res més... idiota […] Què et passa?» Balanchine es va mostrar imperceptible per la seva objecció, dient que finalment arribaria. Mentre estaven compromesos, Balanchine va fer gestos romàntics extravagants i va tractar a Tallchief amb gran afecte. «És evident que estava intentant convèncer-me [que el nostre matrimoni] era inevitable», va escriure. «No necessitava convèncer. M'estava enamorant».
Tallchief i Balanchine es van casar el 16 d'agost de 1946, quan ella tenia 21 anys i ell 42. Els seus pares van continuar oposant-se al matrimoni i no van assistir a la cerimònia. La parella no va tenir una lluna de mel tradicional: «Per a tots dos, la feina era més important».
Segons Tallchief, «La passió i el romanç no van tenir un paper important en la nostra vida matrimonial. Vam guardar les nostres emocions per a l'aula». No obstant això, va descriure Balanchine com un marit càlid, afectuós i amorós. El seu matrimoni va ser anul·lat el 1952, quan ambdues parts es van sentir atretes per altres persones.
L'any 1952, Tallchief es va casar amb Elmourza Natirboff, pilot d'una companyia aèria privada. La parella es va divorciar dos anys després. El 1955, va conèixer l'empresari de Chicago Henry D. (Buzz) Paschen Jr. «Era molt feliç, extravertit i no sabia res de ballet—molt refrescant», va recordar. La parella es va casar el juny següent i va fer una lluna de mel amb una gira de ballet per Europa. Amb Paschen, Tallchief va tenir la seva única filla, Elise Maria Paschen (nascuda el 1959), que es va convertir en una poeta guardonada i directora executiva de la Poetry Society of America. Amb aquest matrimoni, Tallchief també va guanyar una fillastra, Margaret Wright. La parella va romandre juntes, fins i tot durant la breu presó de Paschen per evasió fiscal, fins a la seva mort, el 2004.
Tallchief acostuma a ser directe a l'hora d'expressar la seva opinió, mai picant paraules. «Li va donar la il·lusió de ser una diva», va dir el protegit de Tallchief Kenneth von Heidecke, «però va ser realment un gran sentit de l'honestedat».

## Mort i llegat
El desembre de 2012, Tallchief es va trencar el maluc. Va morir l'11 d'abril de 2013 a causa de les complicacions derivades de la lesió.

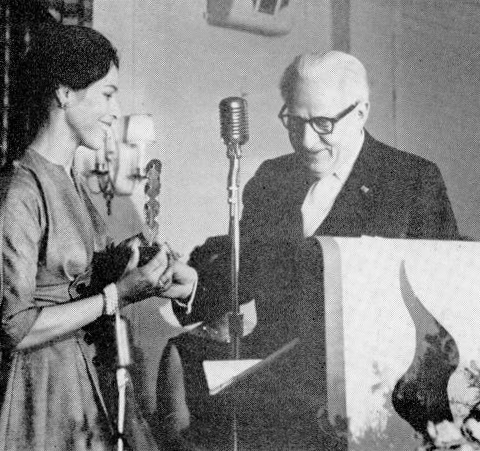
L'editor Rudolf Orthwine lliura a Tallchief un premi a la revista de dansa el 28 d'abril de 1961.

Tallchief va ser considerada la primera ballarina principal d'Amèrica i va ser la primera nadiua americà a tenir aquest rang. Va romandre estretament lligada a la seva història d'Osage fins a la seva mort, parlant contra els estereotips i les idees errònies sobre els nadius americans en moltes ocasions. Tallchief va estar involucrada amb America for Indian Opportunity i va ser directora de l'Indian Council Fire Achievement Award. Ella i la seva germana Marjorie eren dues dels cinc ballarins de ballet nadius americans d'Oklahoma nascuts als anys vint. Tanmateix, volia ser jutjada només pels mèrits de la seva dansa. «Per sobre de tot, volia ser apreciada com una ballarina prima que va ser un nadiu americà, mai com algú que fos una ballarina índia americana», va escriure.
Tallchief va ser anomenada una de les ballarines americanes més brillants del segle XX pel New York Times. Segons Wheater, «va obrir el camí per a ballarins que no estaven en el motlle tradicional del ballet... va ser crucial per trencar l'estigma». A la mort de Tallchief, Jacques d'Amboise va comentar «quan pensaves en el ballet rus, era Ulanova. Amb el ballet anglès, va ser Fonteyn. Per al ballet americà, va ser Tallchief. Era grandiosa de la manera més grandiosa». Time va remarcar «de totes les ballarines del segle passat, poques van aconseguir l'art de Maria Tallchief, una mena de somni conscient, un somni amb columna vertebral».
Se li atribueix [derrocar] les barreres ètniques i va ser dels primers nord-americans a florir en un camp dominat durant molt de temps per russos i europeus. Reflexionant sobre la seva pròpia carrera, Tallchief va escriure «Estava enmig de la màgia, en presència del geni. I gràcies a Déu que ho sabia».

## Honors

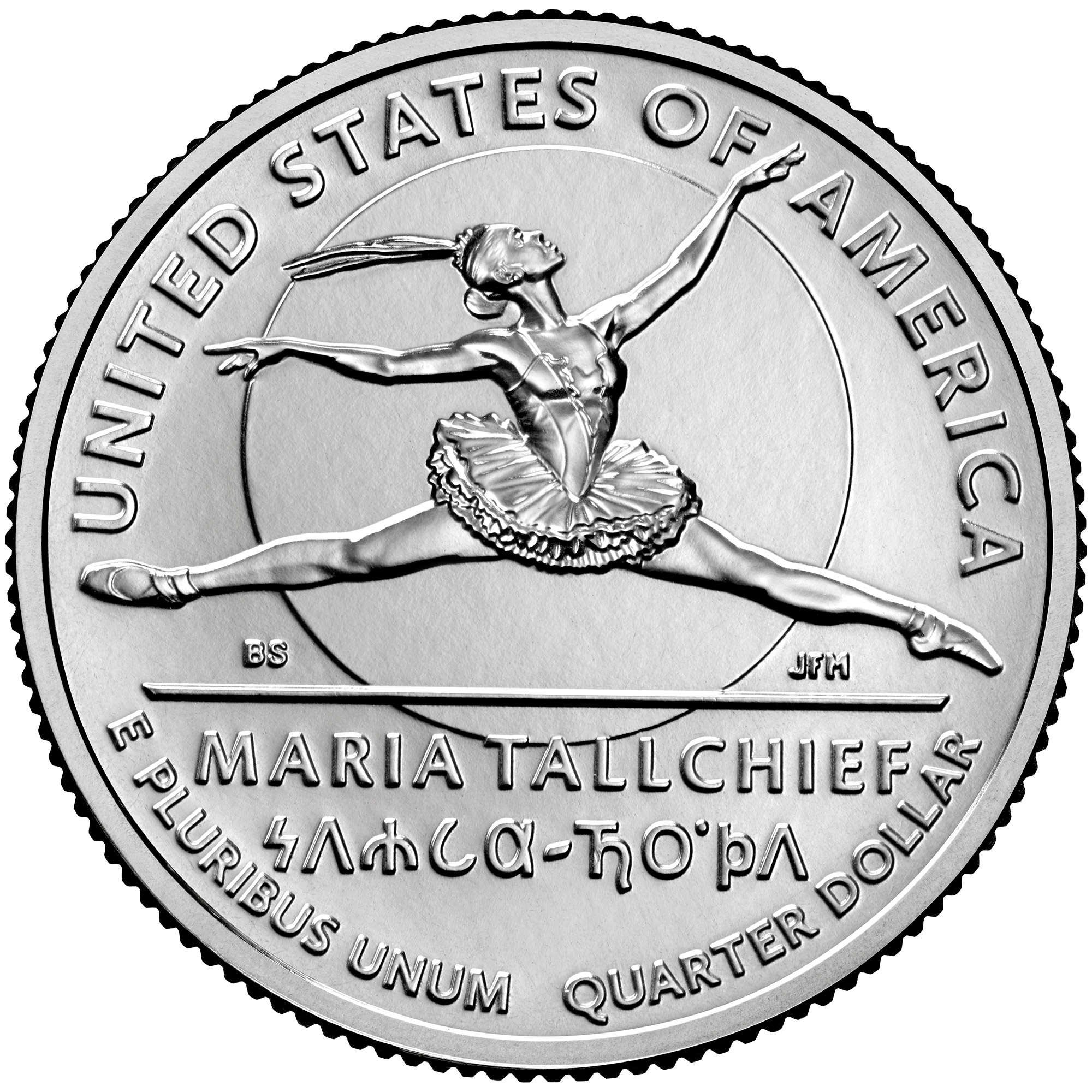
Tallchief és representat i homenatjat a la sèrie de quarts de dones americanes de 2023

A Oklahoma, Tallchief va ser honrada pel governador tant pels seus èxits de ballet com pel seu orgull pel seu patrimoni índia americà. La Legislatura va declarar el 29 de juny de 1953 com el Dia de Maria Tallchief. Es troba entre altres quatre ballarines índies representades a Flight of Spirit, un mural a l'edifici del Capitoli d'Oklahoma. Tallchief és un tema d'una de les estàtues de bronze de mida natural titulada Les cinc llunes, ubicades a la Societat Històrica de Tulsa. Osage Nation la va honrar amb el títol de Princesa Wa-Xthe-Thomba (Osage, Dona de dos mons o Dos estàndards). El 1996, Tallchief va rebre un Kennedy Center Honor pels èxits de tota la seva vida. La seva biografia del Kennedy Center afirma que Tallchief va ser tant la inspiració com l'expressió viva del millor que [els Estats Units] han donat al món. El seu individualisme i el seu geni es van unir per crear un dels capítols més vitals i bells de la història de dansa americana.
Tallchief és membre del National Women's Hall of Fame, i va ser nomenada dues vegades com a Dona de l'any pel Washington Press Club. Va estar dues vegades a la llista de premis anuals ' la revista Dance. La revista va explicar el reconeixement de 1960: [Tallchief és una] estrella amb un veritable sabor americà, les qualitats de la qual d'elegància, brillantor i modèstia. ... [va fer] una contribució distingida a la recent missió cultural del American Ballet Theatre a Europa i Rússia. El 1999, Tallchief va rebre la Medalla Nacional de les Arts dels Estats Units per la National Endowment of the Arts; el 2011, va rebre el premi Making History del Museu d'Història de Chicago per a la distinció en les arts escèniques.
El 2006, el Museu Metropolitan d'Art va presentar un homenatge especial a Maria Tallchief titulat Un homenatge a la gran Maria Tallchief del ballet, durant el qual Tallchief va nomenar oficialment Kenneth von Heidecke com el seu protegit.
L'any 2018, Tallchief es va convertir en un dels candidats a la primera cerimònia d'inducció celebrada pel Saló de la fama dels nadius americans.
El 13 de novembre de 2020, es va fer un Google Doodle en honor a ella.
Tallchief està sent homenatjada actualment en un barri de les dones americanes. El barri, dissenyat per Benjamin Sowards i esculpit per Joseph Menna, la mostra al revers davant d'una representació de George Washington esculpida per Laura Gardin Fraser. També apareix al dòlar Sacagawea de 2023.